# Szlagnowo
Szlagnowo – wieś w Polsce położona w województwie pomorskim, w powiecie malborskim, w gminie Stare Pole na obszarze Żuław Elbląskich przy trasie linii kolejowej Malbork-Elbląg.
W latach 1975–1998 miejscowość administracyjnie należała do województwa elbląskiego.